# Ifigenia w Aulidzie

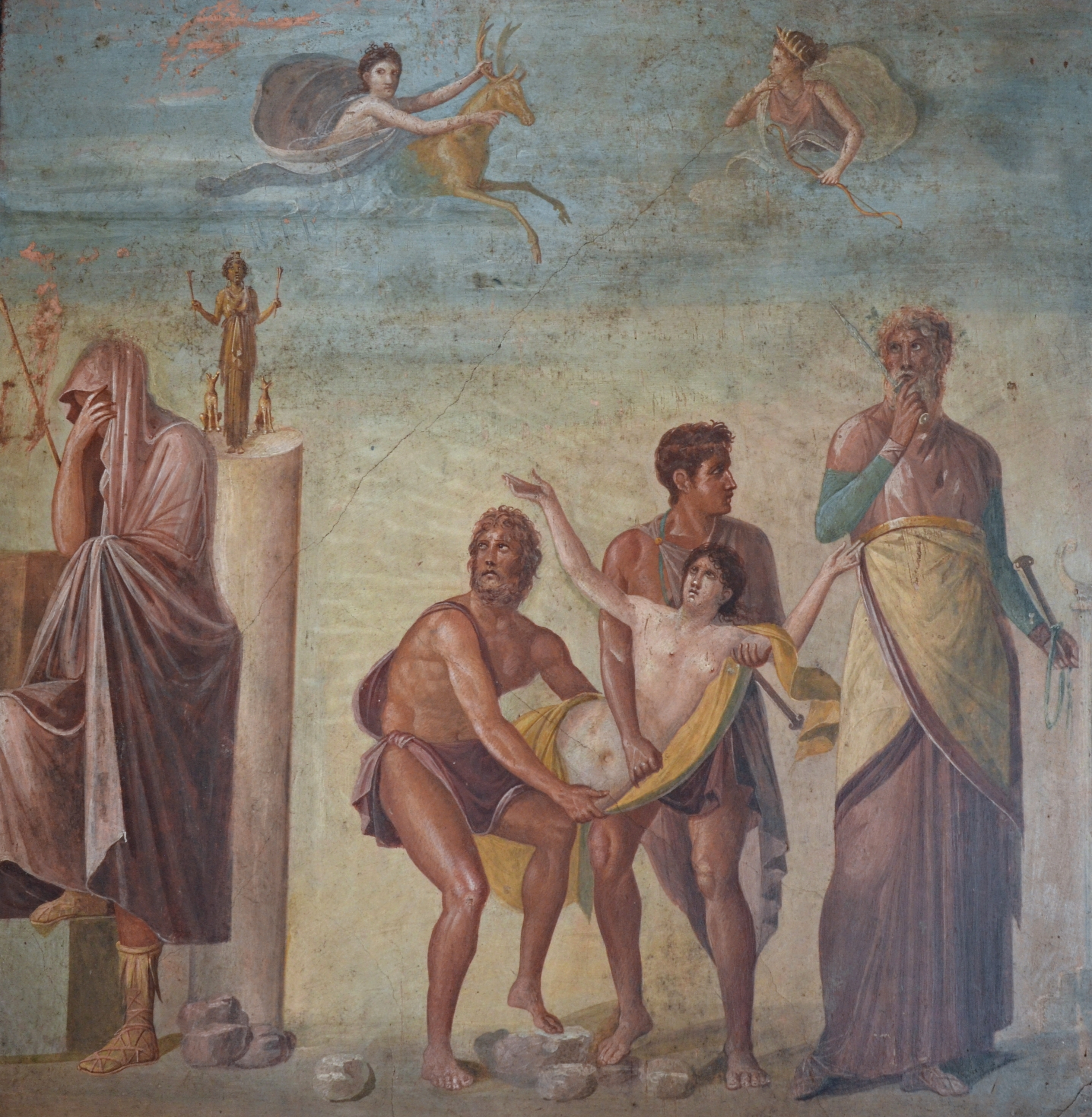
Sacrificio di Ifigenia

Ifigenia w Aulidzie – klasyczna tragedia grecka napisana przez Eurypidesa w V w. p.n.e. Jest to jedno z 18 zachowanych do dzisiaj dzieł tego autora.
Losy Ifigenii stały się także inspiracją dla wielu nowożytnych twórców.
Na podstawie Ifigenii w Aulidzie powstał spektakl Ośrodka Praktyk Teatralnych „Gardzienice” Ifigenia w A... w reżyserii Włodzimierza Staniewskiego.